# Waddington (Lancashire)
Waddington è un villaggio e parrocchia civile dell'Inghilterra, appartenente alla contea del Lancashire.